# 1987 chez Disney
Cet article présente la liste des évènements de la Walt Disney Company ayant eu lieu en 1987.

## Événements

### Janvier
- janvier 1987, Signature du contrat créant le partenariat Silver Screen Partners III[1]. La levée de fonds auprès de 44 000 investisseurs atteint les 300 millions d'USD[1].
- 9 janvier 1987, Ouverture de l'attraction Star Tours à Disneyland[2]
- 29 janvier 1987, Disney revend la société Arvida Corporation en 1987 à la société JMB Realty Corporation, une entreprise immobilière de Chicago pour 404 millions d'USD[3],[4].

### Février
- 11 février 1987, Re-déclaration de la société Walt Disney Company dans le Delaware (pour raison fiscale)[5]

### Mars
- 12 mars 1987, Robert Fitzpatrick est nommé président d'Euro Disneyland[6]
- 20 mars 1987, Ouverture de l'attraction Captain Eo à Tokyo Disneyland[7]
- 24 mars 1987, Signature de la convention pour la création et l'exploitation d'Euro Disneyland en France
- 28 mars 1987, Ouverture de la première Disney Store[8],[9]

### Avril
- 8 avril 1987, la filiale britannique Walt Disney Productions Ltd est renommée The Walt Disney Company Ltd[10] à la suite du renommage de la maison-mère américaine.
- 19 avril 1987, Décès de Milt Kahl, animateur l'un des « Nine Old Men »[11]

### Mai
- 5 mai 1987, Émission des premiers Disney Dollar de un et cinq dollars[12]
- 27 mai 1987, Sortie du court métrage Fou de foot[13]
- 31 mai 1987, Fermeture de l'attraction If You Had Wings au Magic Kingdom[14]

### Juillet
- 4 juillet 1987, Ouverture de l'attraction Big Thunder Mountain à Tokyo Disneyland[15],[16]
- 27 juillet 1987, Les dirigeants de Disney annoncent le pavillon Wonders of Life à Epcot

### Août
- 17 août 1987, Introduction à la vente des cassettes vidéos de Walt Disney Home Video en France.

### Septembre
- 18 septembre 1987, Début en syndication de la série télévisée La Bande à Picsou[17],[18]

### Novembre
- 9 novembre 1987, Décès de Bob Allen, directeur de Walt Disney Parks and Resorts[19],[20] et nommé Disney Legends en 1996[21]
- 23 novembre 1987, Première mondiale du film Trois Hommes et un bébé de Touchstone Pictures à Los Angeles[22]
- 25 novembre 1987, Sortie nationale du film Trois Hommes et un bébé de Touchstone Pictures aux États-Unis[22]

### Décembre
- 23 décembre 1987, Première mondiale du film Good Morning, Vietnam de Touchstone Pictures aux États-Unis[23]